# Kufsteiner Zentrum
Das Kufsteiner Zentrum (Innenstadt) ist ein Stadtteil der österreichischen Stadtgemeinde Kufstein und liegt relativ in der Mitte. Das Zentrum  ist der wirtschaftliche, soziale und auch kulturelle Mittelpunkt. Der Stadtteil lässt sich unterteilen in
- Innenstadt,
- Altstadt,
- Bahnhofsviertel,
- Kienbichl,
- Fischergries.

Im Kufsteiner Stadtzentrum befinden sich viele Einrichtungen wie z. B. das Rathaus, die Bezirkshauptmannschaft, unterschiedliche Schulen, die Fachhochschule Kufstein, viele Ärzte, die Stadtwerke Kufstein, das Sportzentrum mit der neuen „Kufstein Arena“, der Bahnhof, Postfilialen sowie Einkaufszentren und -straßen.
Die Altstadt entstand, typisch für das Mittelalter, auch in Kufstein am Fuße der Burg rund um einen Marktplatz dicht gedrängt. Erst als die Stadt anwuchs, wurden die Gebiete rund herum immer mehr erschlossen, meist nach dem für Kufstein entwickelten Stadtentwicklungsplan von Otto Lasne. Später entstanden dann der Obere Stadtplatz und die Marktgasse, wo vorher die großen Stadtmauern lagen (im Prinzip vergleichbar mit der Entstehung der Ringstraße in Wien). So entstand ein immer größer werdendes dichtverbautes Gebiet. In den 1990er Jahren kamen wichtige innenstädtische Bauten wie der „Arkadenplatz“, der Neubau des Stadtwerke-Gebäudes, die Fachhochschule, der „City Park“ oder der Stadtpark hinzu. Seit wenigen Jahren wird die Innenstadt weiter nach Osten hin ausgebaut, da hier noch viele freie Flächen vorhanden sind.
Zu einer wichtigen Attraktion Kufsteins zählte die Inn-Schifffahrt. Sie führte von Kufstein über Kiefersfelden, Ebbs und Niederndorf nach Oberaudorf, eine Erweiterung der Fahrstrecke nach Rosenheim war bis 2009 angedacht. Am 9. Dezember 2011 wurde die Inn-Schifffahrt eingestellt. Besonders interessant zu erkunden ist auch die Festung Kufstein mitten im Zentrum. Ansonsten gibt es noch diverse kleine Denkmäler, einige Jugendstilbauten und eine Kneipp-Anlage, ein Schwimmbad und andere sportliche Einrichtungen im Stadtzentrum.
Koordinaten: 47° 35′ N, 12° 10′ O